# Lauenstein (Salzhemmendorf)
Lauenstein ist ein Ortsteil des Fleckens Salzhemmendorf im niedersächsischen Landkreis Hameln-Pyrmont und hat etwa 2000 Einwohner.

## Geografie
Lauenstein liegt im Weserbergland, unweit der einzigen tieferen Einsenkung im Kamm des Höhenzuges Ith, in einem quer zum Ithkamm nach Osten abfallenden Tal. Ein Teil der jüngeren Bebauung reicht über das Tal hinaus bis an die Osthänge des Iths und in das Saaletal hinein.

## Geschichte

### Lehnswesen

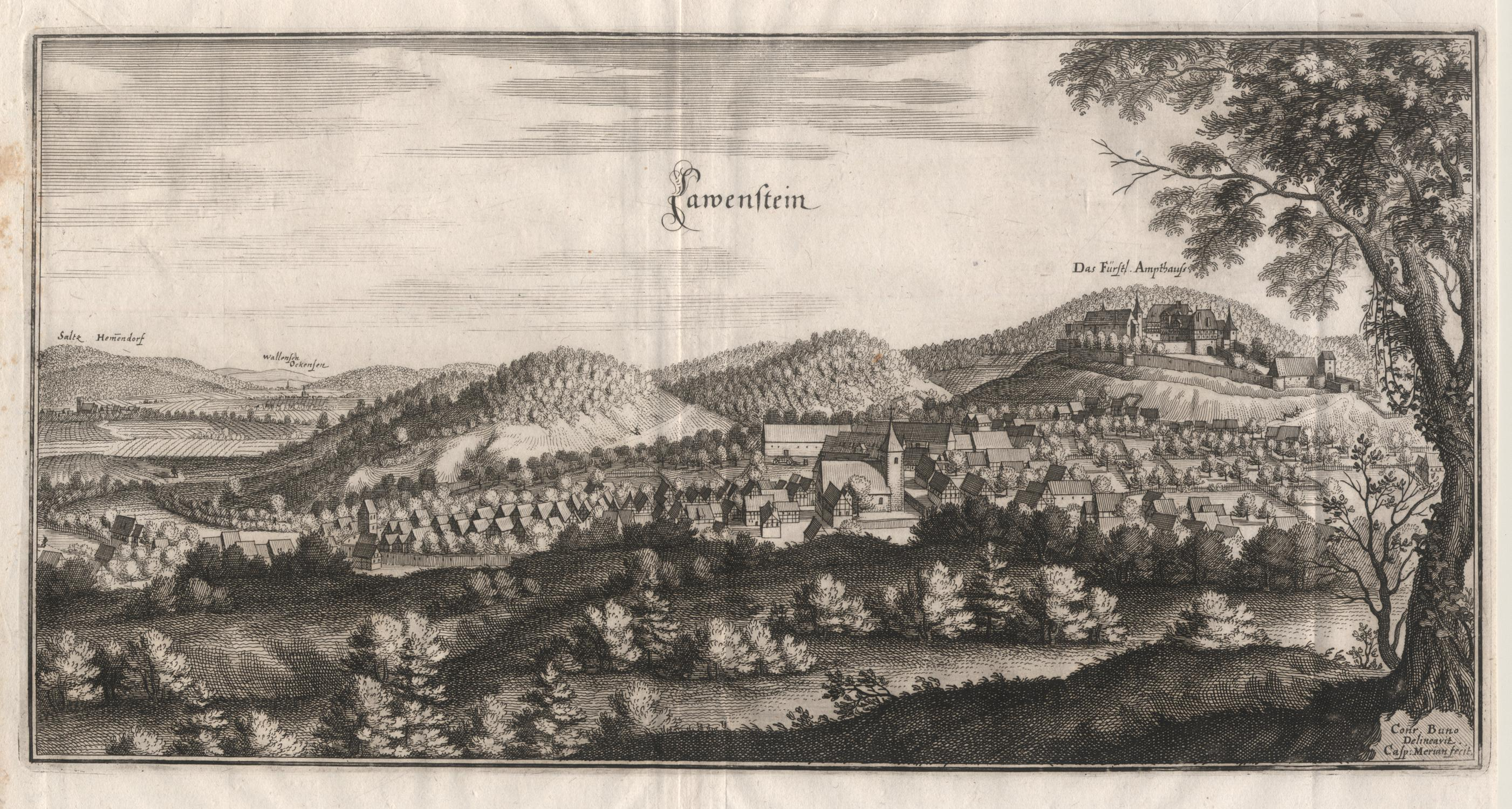
Lauenstein 1654

Lehnsherren im Bereich des Amtes waren die Edelherren von Homburg, die von 1152 bis 1409 die Herrschaft ausübten. Ihr Sitz war die Homburg bei Eschershausen. Auch die Grafen von Spiegelberg waren von 1152 bis 1557 Lehnsherren. Sie saßen auf der Burg Spiegelberg und später der Burg Coppenbrügge. Ein weiterer bedeutender Lehnsherr war Bock von Nordholz, der auf der Burg Nordholz in Nordholz am Osterwald saß.

### Mittelalter
Um 1215 erbaute Graf Bernhard von Poppenburg die Burg Spiegelberg und nannte sich seither Graf Bernhard von Spiegelberg. Im Jahr 1226 wurde vom Untergang der Burg Spiegelberg berichtet, als die Edelherren von Homburg aus Stadtoldendorf das Herrschaftsgebiet von Bernhard von Spiegelberg erkämpften und es als Vogtei mit ihrer Herrschaft Homburg vereinen konnten. Bernhard musste auf Befehl des Kaisers außer Landes gehen. Oberhalb des heutigen Dorfes Lauenstein errichteten die Homburger wahrscheinlich im 13. Jahrhundert die Burg Lauenstein als das neue „Castrum Lewenstein“. Als solches wurde es erstmals im Jahr 1247 urkundlich erwähnt, als Heinrich von Homburg die Burg dem Welfenherzog Otto das Kind übertrug und sie als Lehen zurückerhielt. Kurz darauf siedelten Einwohner aus später wüst gefallenen Dörfern im Schutz der Burg.
Im Jahr 1359 wurde das homburgische Amt Lauenstein mit 40 Ortschaften im Gebiet zwischen Ith, Hils und Leine erstmals urkundlich genannt. Der letzte Nachkomme der Homburger starb 1409 und vererbte die Burg an die welfischen Herzöge von Braunschweig-Lüneburg. Die inzwischen nach Coppenbrügge zurückgekehrten Spiegelberger wollten ihre ehemaligen Besitzungen wieder zurückholen. Bei den Fehden wurde Wallensen, ein Ortsteil von Salzhemmendorf, vollständig zerstört.
Im Jahr 1430 wurde der Flecken Lauenstein erstmals urkundlich genannt. Die Herzöge von Braunschweig-Lüneburg verpfändeten 1433 wegen finanzieller Schwierigkeiten die Burg Lauenstein an das Bistum Hildesheim, das es in der Folge an die Brüder von Cramm im Jahr 1434, Ludolf von Ruscheplate im Jahr 1445, die Gebrüder Bock von Nordholz im Jahr 1456, Bartold von Oberg und die Ritter Gebrüder vom Rutenberge im Jahr 1495, Heinrich von Saldern im Jahr 1497 und Burchard von Saldern im Jahr 1515 afterverlehnte.

### Neuzeit

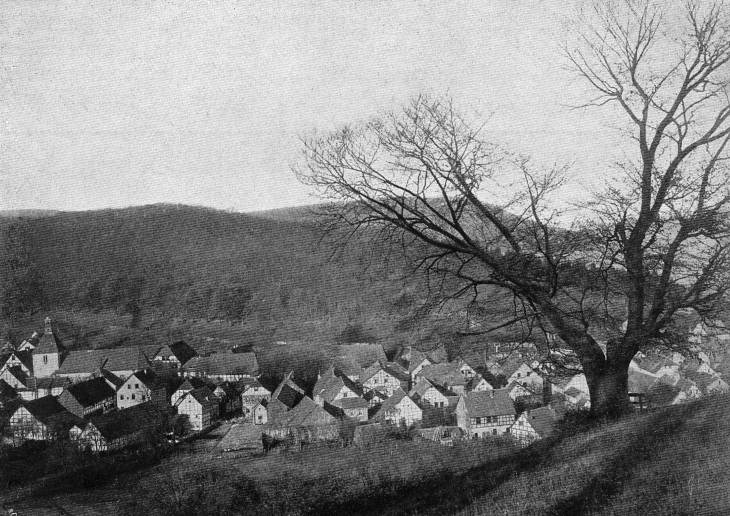
Blick über den Ith auf das Fachwerkdorf Lauenstein um 1900

1518 eroberte der Hildesheimer Bischof Johannes IV. von Sachsen-Lauenburg die Burg Lauenstein. In der Folge wurde Burchard von Saldern vertrieben und der Burgflecken niedergebrannt. Als Nachfolger bestimmte der Bischof einen Vogt aus Hildesheim. Die machtpolitische Vorgehensweise des Bischofs hatte die Hildesheimer Stiftsfehde zur Folge.
Die Herzöge von Braunschweig-Lüneburg eroberten 1521 Lauenstein zurück und setzten Burchard von Saldern wieder als Herrn auf Lauenstein ein. Im Jahr 1550, nach dem Tod seines Vaters, übernahm Heinrich von Saldern Lauenstein. Dieser entzweite sich 1587 mit den Herzögen von Braunschweig-Lüneburg. Daraufhin wurde er seiner Ämter enthoben und vertrieben. In der Folge wurden Amtmänner als Verwalter auf der Burg Lauenstein eingesetzt. 1590 wurde Lauenstein durch Herzog Heinrich Julius das Marktrecht verliehen.
Nachdem die Burg Lauenstein als Folge des Dreißigjährigen Krieges zerstört worden war, wurde der Amtssitz 1709 vorübergehend auf die nahe gelegene Domäne Eggersen verlegt. Im Jahr 1716 kam Christian Eberhard Niemeyer nach Lauenstein als Nachfolger von Johann Halberstadt († 31. Oktober 1725 in Hemmendorf), wo er über 50 Jahre als Amtmann tätig war. Am 20. Oktober 1730 brannte der Ort durch Fahrlässigkeit eines Bäckers nieder. Der Wiederaufbau, unter Verwendung von Steinen aus der oberhalb gelegenen Burg Lauenstein, dauerte drei Jahre. Im Jahr 1737 kaufte Amtmann Niemeyer das Gelände der Vorburg, die Knabenburg, und betrieb dort bis 1850 Landwirtschaft. Anfang des 19. Jahrhunderts wurde die verfallende Burg Lauenstein abgebrochen.
Im Jahr 1852 erhielt Lauenstein ein Amtsgericht.
Am 1. Januar 1973 wurde Lauenstein (Flecken) mit dem damaligen Amtlichen Gemeindeschlüssel 03134162 nach Salzhemmendorf eingemeindet. Die damalige Gemeinde Lauenstein (Flecken) hatte eine Fläche von 14,64 km².

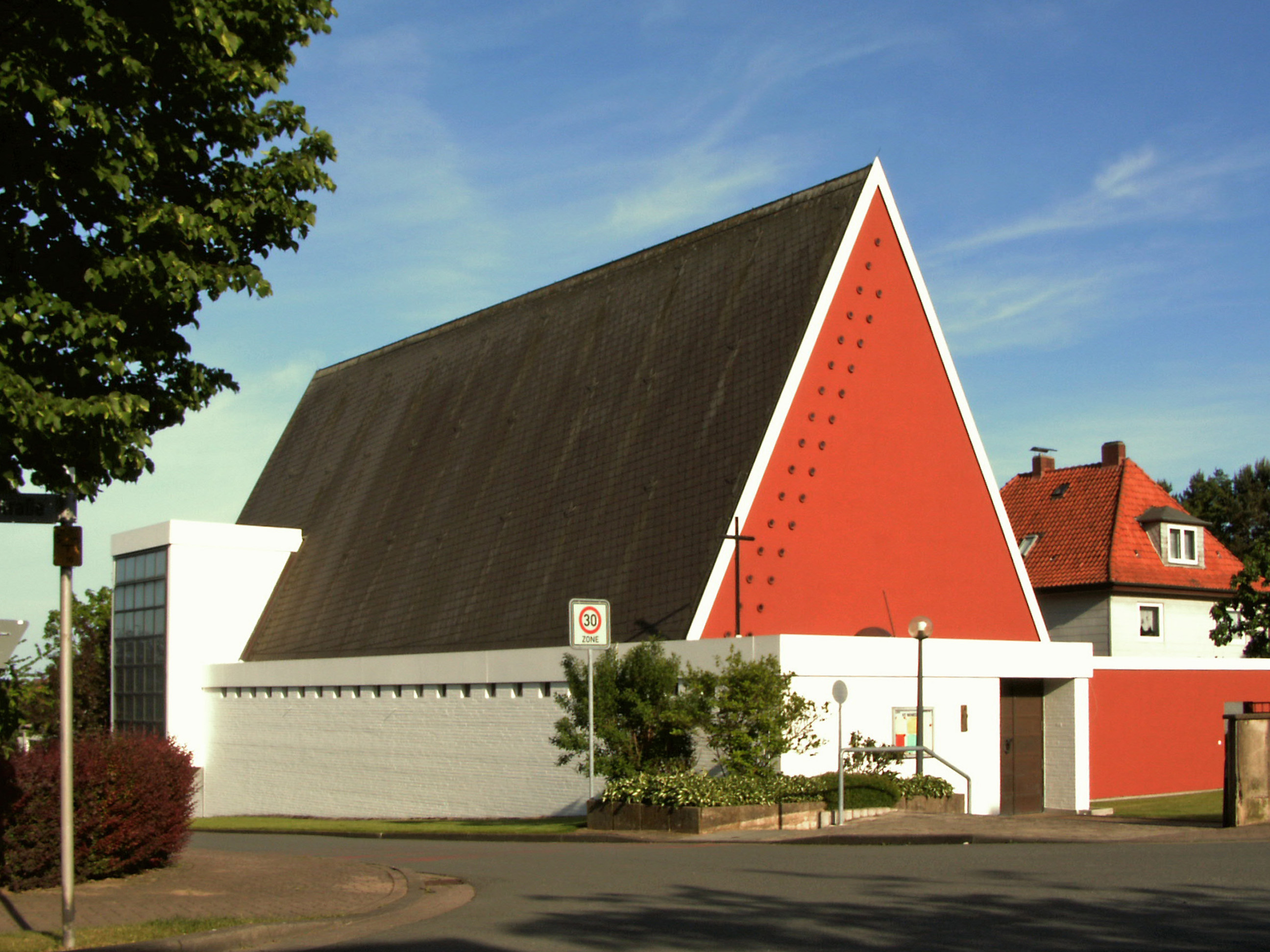
St. Benedikt-Kirche

## Religion
Die historische St.-Nikolai-Kirche an der Straße Im Flecken gehört zum evangelisch-lutherischen Gemeindeverband Saaletal. Der Gemeindeverband betreibt auch die Kindertagesstätte Villa Kreibaum an der Mühlenstraße.
Die katholische St. Benedikt-Kirche wurde 1961 am Dahlienweg errichtet, nachdem sich in der Nachkriegszeit eine katholische Kirchengemeinde in Lauenstein gebildet hatte. 1968 bekam sie die inzwischen profanierte Filialkirche in Coppenbrügge. Seit 2006 gehören die Katholiken in Lauenstein zur Pfarrgemeinde St. Joseph in Gronau.
Auf dem Friedhof an der Straße nach Hemmendorf befindet sich die St. Annen-Kapelle, auch Spiegelberger Kapelle genannt (siehe Sehenswertes).

## Politik
- SPD: 4
- Grüne: 2
- CDU: 2

### Ortsrat
Ortsbürgermeister von Lauenstein ist Tim Tietz (SPD).

### Wappen
Im gespaltenen Schild links die verschlungenen goldenen Buchstaben L und S auf blauem Grund, rechts eine halbe goldene Wappenlilie auf rotem Grund sowie rechts und links oben und in der Mitte unten je einen goldenen Stern. Die Buchstaben L und S bedeuten Lauenstein. Die Brüder von Cramm, die 1434–1445 Herren der Burg Lauenstein waren, trugen eine Lilie im Wappen. Das halbierte Wappenbild weist wahrscheinlich darauf hin, dass die Lauensteiner zwar Untertanen der Burgherren waren, der Flecken aber eine eigene Verwaltung (Bürgermeister und Rat) errungen hatte. Die drei Sterne sollen unter Herzog Erich I. von Calenberg (1495–1540) dazugekommen sein, der als Dank des Kaisers für eine Lebensrettung einen Stern über seinem Wappen anbringen durfte.

## Kultur und Sehenswürdigkeiten

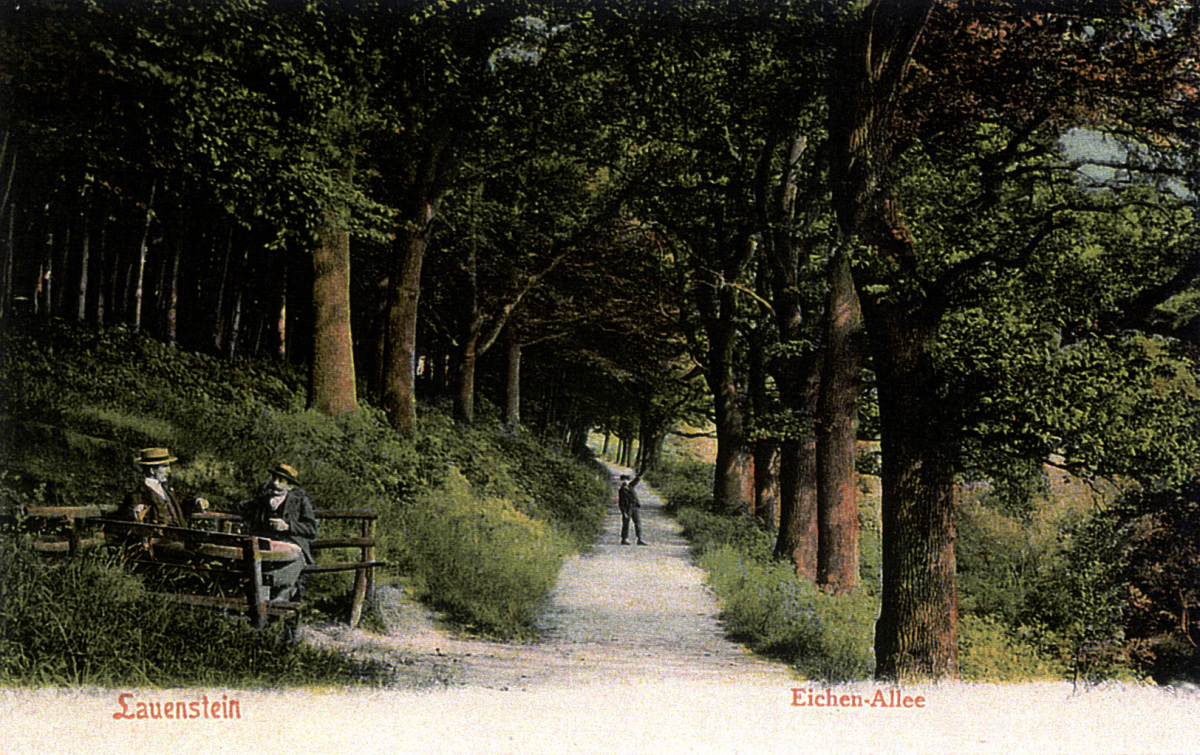
Die von Ernst Rudorff vor der Abholzung gerettete Eichen-Allee am Krähenberg hinter der Knabenburg;
kolorierte Ansichtskarte um 1900

Anfang des 19. Jahrhunderts wurde die Burg Lauenstein wegen zunehmenden Verfalls abgerissen. Heute ist sie eine Burgruine.
Die St. Annen-Kapelle ist eines der ältesten Gotteshäuser im Kreisgebiet, heute ist sie eine Friedhofskapelle. Der Turm wurde um 1126 und das erste Schiff um 1162 erbaut. Die Errichtung des Choranbaus erfolgte im Jahr 1464. Über dem Maßwerk des Chorfensters gibt es eine Inschrift in gotischen Kleinbuchstaben. Die Kapelle verfügt über einen Altar mit einem ehemaligen Reliquiengrab und Weihekreuzen. Eine alte Piscina befindet sich in der Ostwand. Ehemals gab es zwei Emporen, die im Rahmen einer Renovierung im Jahr 1954 entfernt wurden. In dem mit Steinplatten aus dem Solling bedeckten Kirchturm befindet sich die Glocke Madonna vom Spiegelberg von 1695.
Der Ithturm bietet eine Aussicht über die Region. Des Weiteren gibt es in Lauenstein ein Naturerlebnisbad.

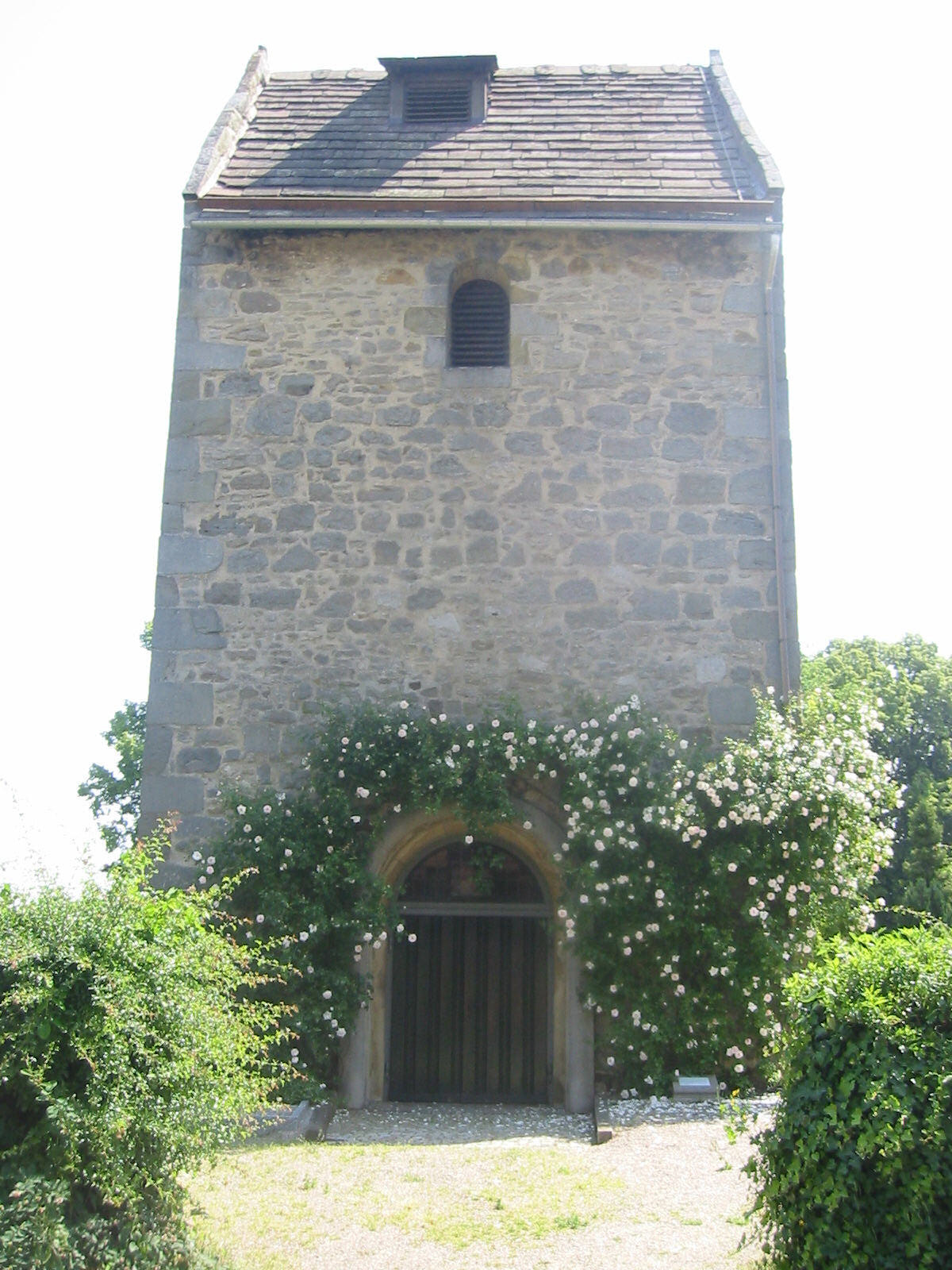
St. Annen-Kapelle
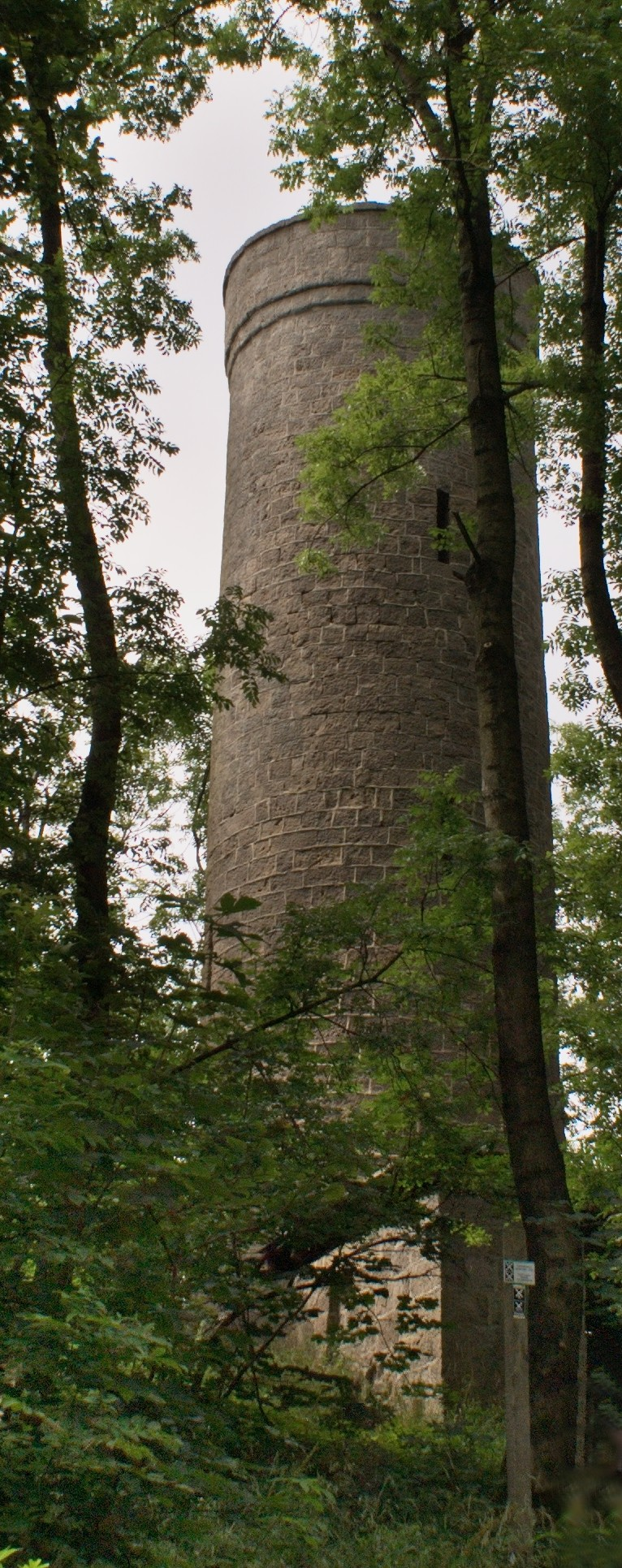
Ithturm bei Lauenstein
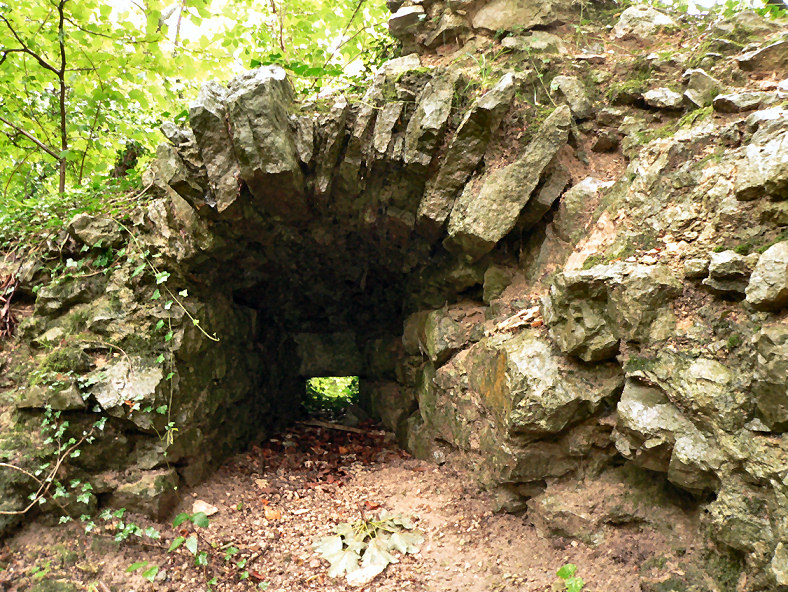
Ruinen der Burg Lauenstein

## Wirtschaft und Infrastruktur
Neben der Landwirtschaft wurde ab 1780 in Heimarbeit Wolle für die Hamelner Weberei gesponnen. Zahlreiche Bewohner arbeiteten bei der von Otto Kreibaum gegründeten Fertighausgruppe OKAL, die ihren Stammsitz und das Werk für Niedersachsen bis 2005 in Lauenstein hatte. Hier existiert ein Musterhausgelände. Von 1896 bis 1967 hatte der Ort Anschluss an den Personen- und Güterverkehr der Bahnstrecke Voldagsen–Delligsen.

## Persönlichkeiten
- Conrad Werner Wedemeyer (1662–1732), Oberamtmann und Gutsbesitzer
- Ernst Rudorff (1840–1916), Komponist, Musikpädagoge und Naturschützer in Lauenstein
- Otto Rudorff (1845–1922), Rechtsgelehrter und Richter
- Georg Spiegelberg (1848–1913), Bankier, Kunstsammler und Namensgeber der Stiftung Kommerzienrat Georg Spiegelberg
- Otto Kreibaum (1902–1985), Unternehmer, Gründer von OKAL (Otto Kreibaum Aus Lauenstein)
- Britta Kellermann (* 1979), Politikerin (Bündnis 90/Die Grünen), lebt in Lauenstein